# Долинське (Запорізький район)
Доли́нське — село в Україні, адміністративний центр Долинської сільської громади Запорізького району Запорізької області. Орган місцевого самоврядування — Долинська сільська рада. Населення становить 690 осіб.

## Географія
Село Долинське розташоване на березі річки Середня Хортиця (Бабурка) (річка в цьому місці пересихає, на ній існує декілька загат), вище за течією на відстані 3,5 км розташоване село Новомиколаївка (Нікопольський район), нижче за течією на відстані 4 км розташоване село Новослобідка. Розташоване за 9 км від Запоріжжя. Територія села межує з Нікопольським районом Дніпропетровської області. Поруч пролягає автошлях національного значення Н23.

### Клімат
Село знаходиться у степовій зоні континентального клімату, котра характеризується спекотним літом. Найтепліший місяць — липень з середньою температурою 21.7 °C (71 °F). Найхолодніший місяць — січень, з середньою температурою -3.3 °С (26 °F).
| Клімат Долинського      | Клімат Долинського | Клімат Долинського | Клімат Долинського | Клімат Долинського | Клімат Долинського | Клімат Долинського | Клімат Долинського | Клімат Долинського | Клімат Долинського | Клімат Долинського | Клімат Долинського | Клімат Долинського | Клімат Долинського |
| Показник                | Січ.               | Лют.               | Бер.               | Квіт.              | Трав.              | Черв.              | Лип.               | Серп.              | Вер.               | Жовт.              | Лист.              | Груд.              | Рік                |
| Середня температура, °C | −3                 | −3                 | 0                  | 9                  | 16                 | 20                 | 22                 | 21                 | 16                 | 9                  | 3                  | 0                  | 9                  |
| Норма опадів, мм        | 49                 | 37                 | 27                 | 32                 | 43                 | 52                 | 39                 | 40                 | 29                 | 25                 | 38                 | 54                 | 465                |
| ----------------------- | ------------------ | ------------------ | ------------------ | ------------------ | ------------------ | ------------------ | ------------------ | ------------------ | ------------------ | ------------------ | ------------------ | ------------------ | ------------------ |
| Джерело: Weatherbase    |                    |                    |                    |                    |                    |                    |                    |                    |                    |                    |                    |                    |                    |

## Історія
Сучасне Долинське — об'єднані у 1966 році селища Кронсталь і Нойостервік, що були засновані менонітами, які переходили на нові місця. Історія села Долинського розпочалася у XIV столітті і тісно пов'язана з німецькою колонізацією України. В цей період, імператриця Катерина II надавала релігійну і виховну свободу колоніям, можливість відмовитись від виконання військової служби на час проживання.

### Кронсталь

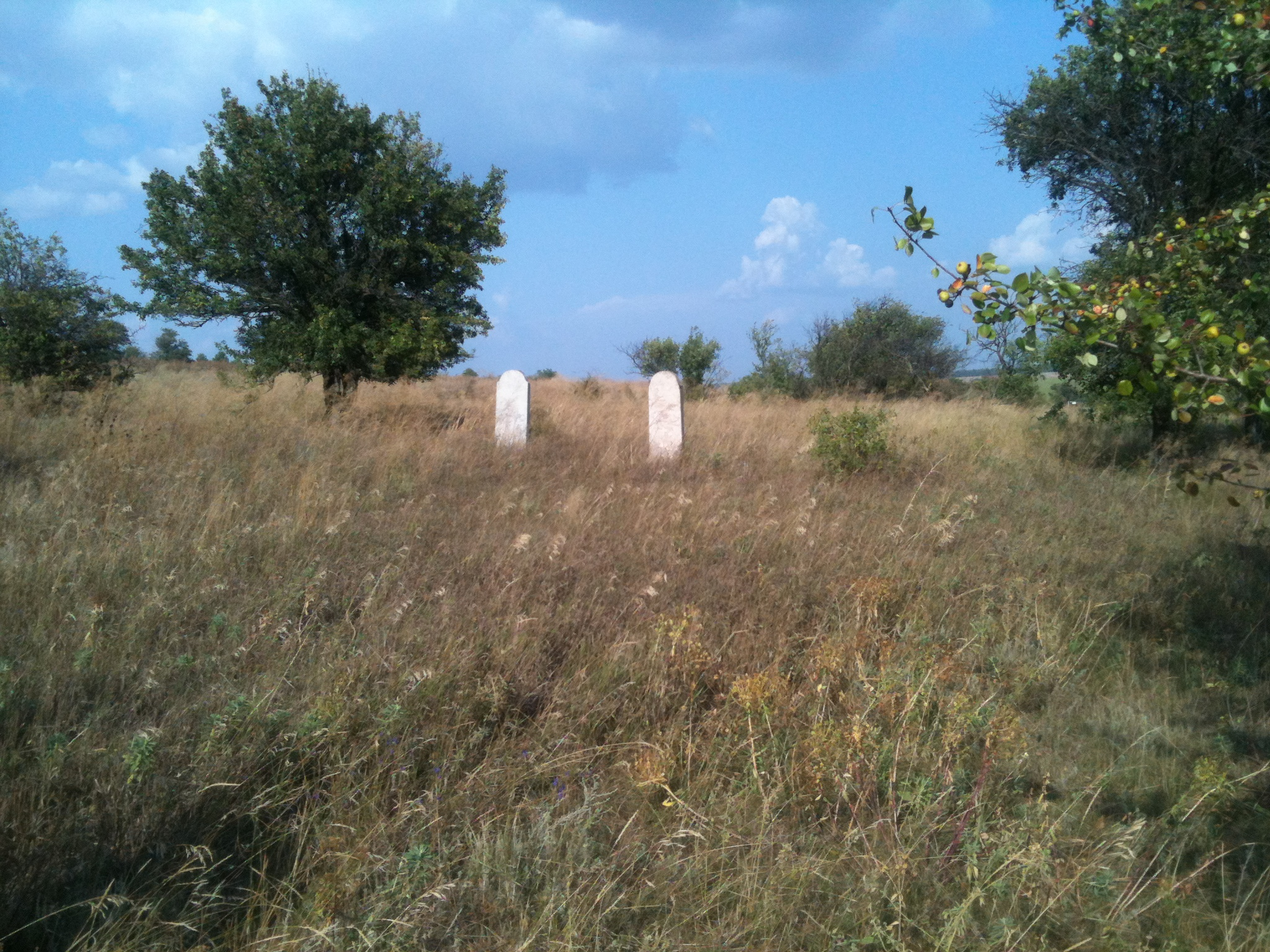
Старе кладовище

Селище Кронсталь (нім. Kronstal) було засноване у 1809 році дванадцятьма сім'ями, які прибули з невеликих селищ Кронсвайд та Розенталь. Звідси, ймовірно, походить і назва нового селища менонітів — Кронсталь. Воно було розташоване у широкій долині, вздовж якої протікала невеличка річка — Рітч або Середня Хортиця.
У селищі була школа, розташована у центрі, лише з однією класною кімнатою. Спочатку, селище обслуговувалося церквою Нойостервіку, а пізніше церква для менонітів була збудована і в Кронсталі.
Селище мало вітряний млин, збудований невдовзі після заснування. На початку ХХ століття тут було вже кілька невеличких фабрик. Це давало робочі місця для мешканців. Також жителі села Кронсталь працювали на фабриках Нойостервіку. Багато будинків німців-менонітів існують і зараз. Вони доглянуті, бо в них мешкають жителі села. На схилі розташоване кладовище, де можна знайти декілька пам'ятників.

### Нойостервік

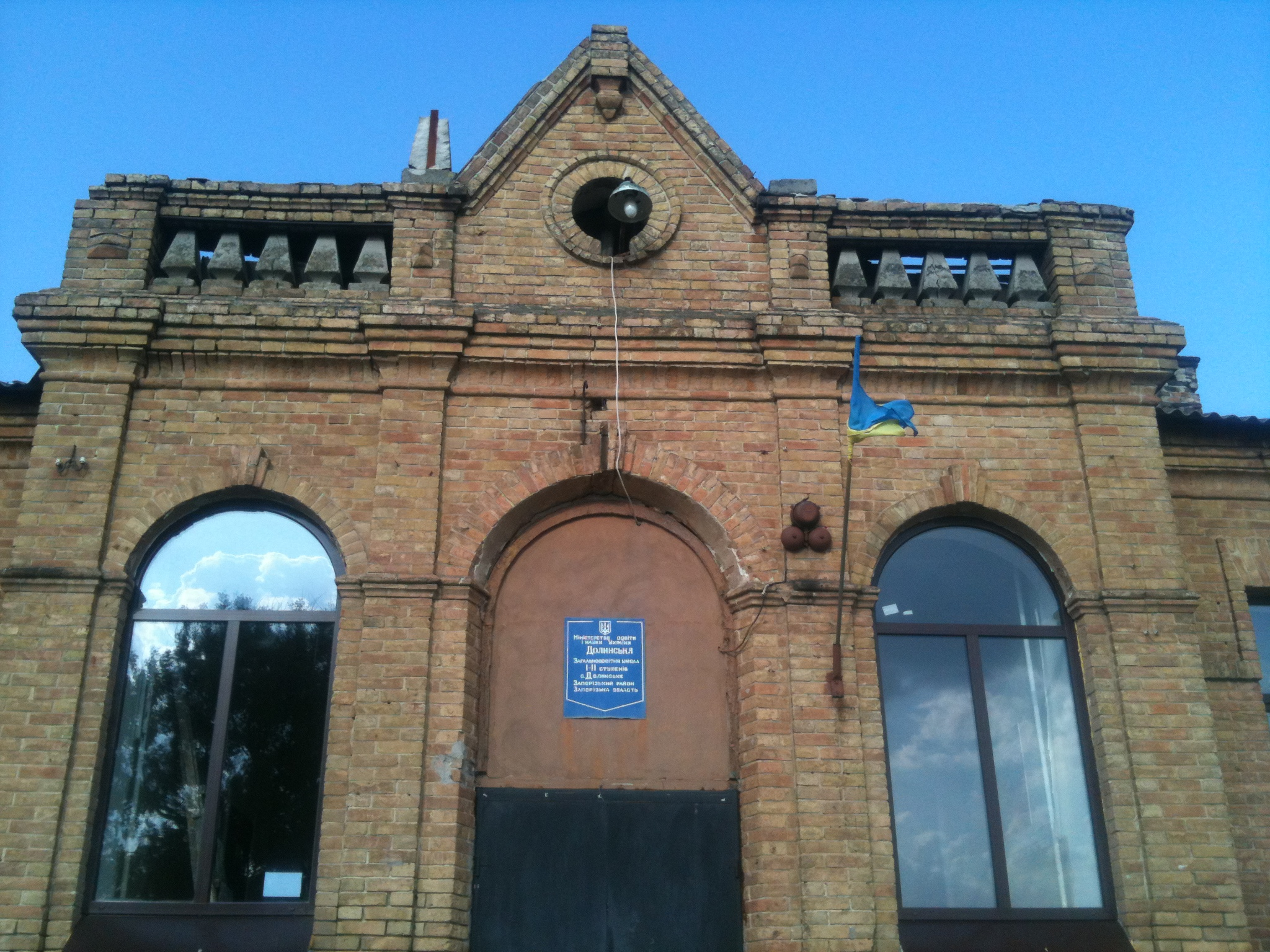
Загальноосвітня школа

Селище Нойостервік (нім. Neu-Osterwick, також Остервік,  Устребік або Нейостервік) було засноване у 1812 році 20 сім'ями з хортицьких колоній, вихідцями із Західної Пруссії і розташовувалось у широкій долині, вздовж якої текла невеличка річка Рітч (Середня Хортиця). Будівництво села почали із східного кінця.
Першим сільським головою був обраний Йоган Корніс, який посприяв підняттю культурного та економічного рівня переселенців.
Час від часу, село потерпало від пожеж. Найбільшою з них була пожежа 1863 року, що зруйнувала близько 60 будинків, а вціліло лише 2 сховища із запасами і новозбудована школа. Селяни, що залишилися без домівок, перейшли на інше місце, де заснували колонію Фюрстенланд.
Нойостервік було одним із найбільш індустріально розвинених селищ у Хортицькій колонії. У 1912 році тут було вже два парових млина і дві фабрики з виробництва сільськогосподарської техніки, кілька крамниць, аптека та завод із виготовлення цегли.
Згодом назва селища змінилася на Остервік. За вимогою Уряду у 1893 році німецькі поселенці повинні були дати своїм селищам російські назви. Викладач Давід Ремпель склав лист-прохання, у якому він стверджував, що вони, німці, хотіли б назвати село на знак подяки людині за дуже гарні вчинки і пільги, якими вони користувалися під російським керуванням, і від якого вони прийняли їх — це імператор Павло I. Це прохання дало позитивне рішення, таким чином у 1910 році селище отримало назву — Павлівка.
Після того, як виїхали останні меноніти у 1943 році, багато будівель було зруйновано, на їх місці були зведені нові, але менші будинки.

## Населення

### Мова
Розподіл населення за рідною мовою за даними перепису 2001 року:
| Мова            | Кількість | Відсоток |
| --------------- | --------- | -------- |
| українська      | 587       | 85.07%   |
| російська       | 91        | 13.19%   |
| вірменська      | 5         | 0.73%    |
| білоруська      | 1         | 0.14%    |
| румунська       | 1         | 0.14%    |
| інші/не вказали | 5         | 0.73%    |
| Усього          | 690       | 100%     |

## Походження назви
Нинішня назва пішла від географічного положення — село знаходиться у долині річки Бабурка та оточено пагорбами.

## Економіка

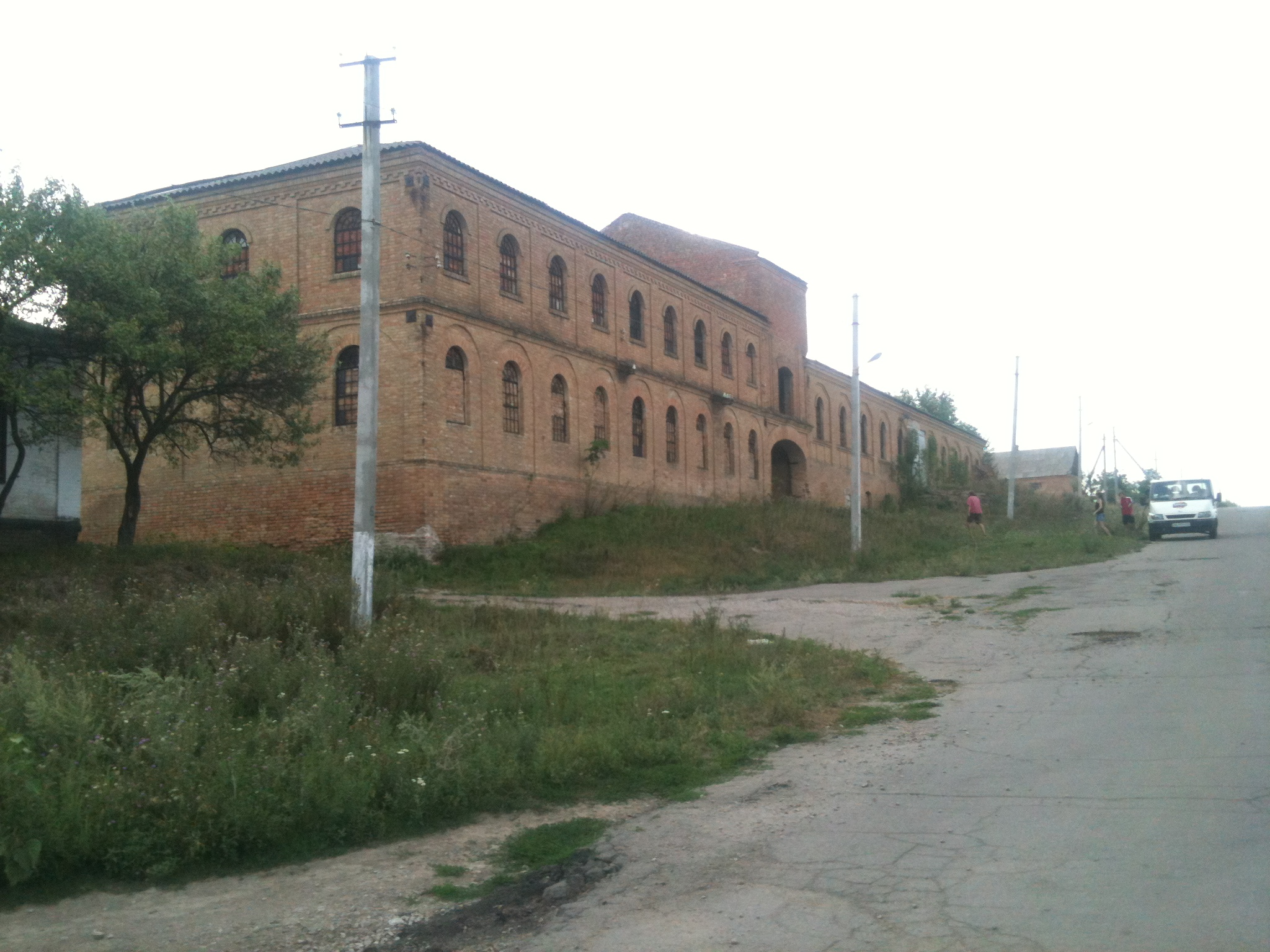

У селі знаходяться такі підприємства:
- ТОВ «Долинська», агрофірма
- ТОВ «Олександр-Агро», агрофірма.

Більшість мешканців села працюють у м. Запоріжжя

## Транспорт
Село розташоване на відстані 3,5 км від автошляху Н23 Запоріжжя — Кривий Ріг — Кропивницький та за 9 км від м. Запоріжжя. Налагоджене регулярне автобусне сполучення з обласним центром. На перехресті з автошляхом Н23 облаштовано зупинку рейсових автобусів, що прямують до Марганця, Нікополя, Кривого Рогу.
На відстані 7 км на північ, у селищі Канцерівка, знаходиться однойменна залізнична станція Канцерівка, де зупиняються приміські електропоїзди сполученням Запоріжжя — Нікополь.
На заході за 7 км у селі Новослобідка знаходиться станція Дніпробуд II, на якій окрім примвських електропоїздів зупиняються поїзди далекого сполучення.

## Об'єкти соціальної сфери

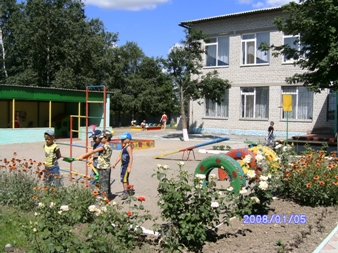

- Школа
- Дитячий садок
- Фельдшерсько-акушерський пункт

## Постаті
- Дік Петер Іванович (1884—1937) — запорізький інженер та винахідник.